# Reichstagswahl 1907
- SPD: 43
- DtVP: 7
- FVp: 28
- FVg: 14
- NLP: 55
- Minderheiten: 28
- Unabh.: 2
- BdL/BB: 9
- DHP: 1
- Z: 105
- DRP: 24
- DKP: 60
- Antisemiten: 21

Die Ergebnisse der Reichstagswahl nach Wahlkreisen. Die Nummerierung der Wahlkreise entspricht der der Tabelle.

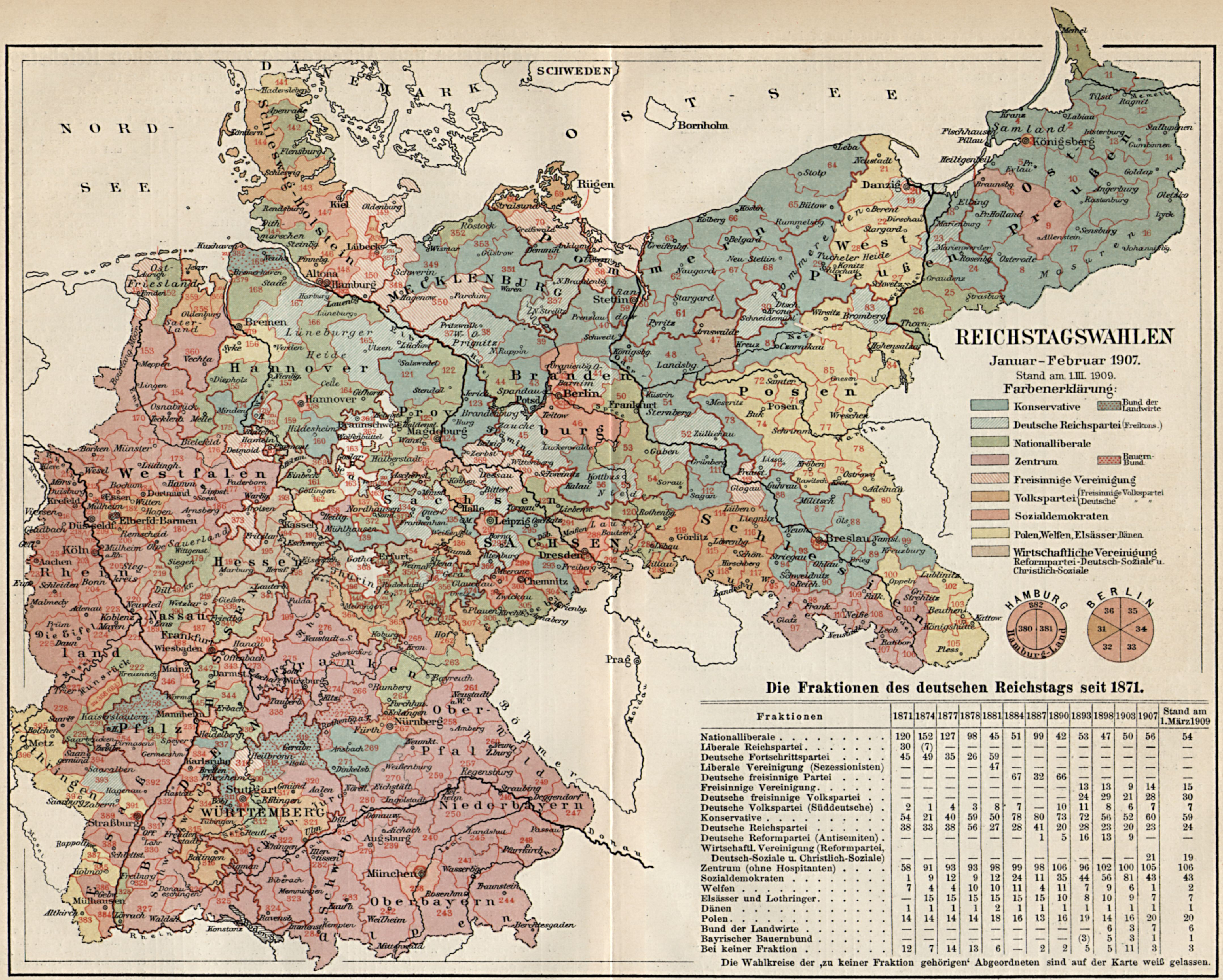
Mehrheiten nach Wahlkreisen in einer zeitgenössischen Karte

Die Reichstagswahl 1907 war die Wahl zum 12. Deutschen Reichstag. Sie fand am 25. Januar 1907 statt und wurde von den Zeitgenossen auch als „Hottentottenwahl“ oder „Hottentottenwahlen“ bezeichnet.

## Vorgeschichte der „Hottentottenwahl“
Die Wahl wurde als Hottentottenwahl bezeichnet, weil ihre Ursache und der Wahlkampf durch den Hererokrieg in der Kolonie Deutsch-Südwestafrika bestimmt waren, vor allem aber durch den damit zusammenhängenden Aufstand der Nama. Die Nama wurden als „Hottentotten“ bezeichnet – ein schon damals abwertender Ausdruck. Durch den anhaltenden und mit hohen Kosten verbundenen Kolonialkrieg kam es im Deutschen Kaiserreich zu einer politischen Krise, nachdem die Reichsregierung am 2. August 1906 im Reichstag einen Nachtragshaushalt in Höhe von 29 Millionen Mark für den Krieg in Deutsch-Südwestafrika beantragt hatte. Vor allem die Sozialdemokratische Partei Deutschlands (SPD) weigerte sich angesichts rücksichtsloser Kriegsführung mit zahlreichen Opfern unter den geschätzten 20.000 Nama, weiteren Geldern zuzustimmen. Zunächst hatte die Reichsregierung versucht, den Konflikt durch ein gewisses Entgegenkommen beizulegen. Vor allem der Zentrumsabgeordnete Matthias Erzberger kritisierte scharf die hohen Ausgaben und argumentierte gegen die Kolonialkriege. Dies führte dazu, dass auch die Zentrumsfraktion teilweise gegen ihren Willen den Nachtragshaushalt ablehnte. Dagegen traten Konservative und Nationalliberale vehement für die Weiterführung des Kolonialkrieges ein. Die Abstimmung am 13. Dezember ergab eine knappe Mehrheit von 177 zu 168 gegen den Nachtragshaushalt.
Noch am selben Tag ließ Reichskanzler Bernhard Fürst von Bülow auf Verordnung Wilhelms II. – der auch inhaltlich diesen Schritt befürwortete – den Reichstag auflösen. Ein Grund für die Auflösung angesichts einer nicht sehr bedeutenden Sachfrage war, dass nicht nur beim Kaiser, sondern auch in weiten Teilen der Bürokratie die Vorbehalte gegen die bisherige starke Stellung des Zentrums immer größer geworden waren. Bülow, der diese Position nicht teilte und sich gern weiter auf das Zentrum gestützt hätte, gab nach. Er hoffte, seine angeschlagene Vertrauensposition beim Kaiser durch den Versuch, eine neue politische Regierungsmehrheit zu etablieren, wiederherzustellen. Nach Lage der Dinge kam dazu nur eine Wiederauflage der Zusammenarbeit mit den ehemaligen Kartellparteien aus Konservativen und Nationalliberalen erweitert um die Linksliberalen in Frage. Nach dem Tod von Eugen Richter im März 1906 hatte sich schon seit längerem eine Bereitschaft der Linksliberalen abgezeichnet, die Regierung zu stützen. Dieses Bündnis kam tatsächlich zustande; es wurde als Bülow-Block bezeichnet. Nicht zuletzt durch Vermittlung der Regierung kam es zu Wahlabsprachen zwischen den beteiligten Parteien für die mittlerweile üblich gewordenen Stichwahlen.
Im Vorfeld der nun anstehenden Reichstagswahl war es vor allem die Regierung selber, die den Ton angab, mit ihren Forderungen einer in „nationalen Fragen“ zuverlässigen Mehrheit und des Kampfes gegen die Sozialdemokratie, die als Feind der Monarchie, von Religion und Eigentum bekämpft wurde, sowie gegen die national unzuverlässige Zentrumspartei. Ziel war es, die Kartellparteien und die Linksliberalen zu einem national gesinnten, antisozialistischen und antiklerikalen Block zusammenzuschließen. Unterstützt wurde dies durch einen neu gegründeten Reichsverband gegen die Sozialdemokratie.

## Wahlausgang
Die Wahlbeteiligung lag bei 84,7 %. Sie war damit die höchste aller Reichstagswahlen bis zu diesem Zeitpunkt. Nur bei der Reichstagswahl 1912 gab es eine ähnlich hohe Beteiligung.
Die SPD erhielt aufgrund der hohen Wahlbeteiligung eine Viertelmillion Stimmen mehr als 1903 und erhielt mit 28,9 % die Mehrheit der Stimmen, 9,5 Prozentpunkte mehr als die Zentrumspartei. Dennoch verlor die SPD rund 3 Prozentpunkte im Vergleich zu anderen Parteien. Auch wirkten sich für die Sozialdemokratie die Stichwahlabkommen der Blockparteien negativ aus. So kam sie trotz des hohen Stimmenanteils nur noch auf 43 Mandate – gegenüber 81 im Jahr 1903. Das Zentrum gewann fünf Mandate (105 statt bisher 100) hinzu. In geringer Anzahl gewannen die Parteien des Blocks Mandate hinzu, was nicht zuletzt daran lag, dass sie durch die Wahlabsprachen im Vorfeld untereinander keine Konkurrenz mehr bildeten. Die beiden konservativen Parteien konnten so die Zahl ihrer Mandate von 75 auf 84 steigern. Noch geringer fielen die Gewinne der Nationalliberalen aus, die statt 51 nun 54 Parlamentssitze erhielten. Besonders deutlich waren die Gewinne der Linksliberalen. Sie konnten sich von 36 auf 49 Mandate verbessern. Insgesamt kam der Block auch unter Einschluss einiger kleiner Parteien und fraktionsloser Abgeordneter auf 220 von 397 Sitzen.
Bemerkenswert war auch das gute Abschneiden polnischer Kandidaten in Oberschlesien, wo polnische Kandidaten in 5 der 12 Wahlkreise gewählt wurden. Dies stand im Gegensatz zu allen Reichstagswahlen von 1871 bis 1898, wo polnische Kandidaten trotz der überwiegend polnischsprachigen Bevölkerung dort nie in den Reichstag gewählt worden waren. Diese Politisierung der oberschlesischen Polen war wesentlich der antipolnischen Sprachen- und Kulturpolitik der preußischen Regierung geschuldet (vgl. Wreschener Schulstreik).

## Ergebnisse
| Politische Richtung    | Politische Richtung    | Parteien                         | Parteien | Wählerstimmen | Wählerstimmen | Wählerstimmen | Sitze im Reichstag | Sitze im Reichstag | Sitze im Reichstag |
| ---------------------- | ---------------------- | -------------------------------- | -------- | ------------- | ------------- | ------------- | ------------------ | ------------------ | ------------------ |
| Politische Richtung    | Politische Richtung    | Parteien                         | Parteien | in Mio.       | Anteil        | ggüb. 1903    | absolut            | Anteil             | ggüb. 1903         |
| Konservative           | Konservative           | Deutschkonservative Partei (DKP) |          | 1,060         | 9,4 %         | −0,6 %        | 60                 | 15,1 %             | +6 ▲               |
| Konservative           | Konservative           | Deutsche Reichspartei (DRP)      |          | 0,472         | 4,2 %         | +0,7 %        | 24                 | 6,0 %              | +3 ▲               |
| Liberale               | Rechts-                | Nationalliberale Partei (NLP)    |          | 1,631         | 14,5 %        | +0,6 %        | 55                 | 13,9 %             | +4 ▲               |
| Liberale               | gemäßigt               | Freisinnige Vereinigung (FVg)    |          | 0,359         | 3,2 %         | +0,6 %        | 14                 | 3,5 %              | +5 ▲               |
| Liberale               | Links-                 | Freisinnige Volkspartei (FVp)    |          | 0,736         | 6,5 %         | +0,8 %        | 28                 | 7,1 %              | +7 ▲               |
| Liberale               | Links-                 | Deutsche Volkspartei (DtVP)      |          | 0,139         | 1,2 %         | +0,2 %        | 7                  | 1,8 %              | +1 ▲               |
| Katholiken             | Katholiken             | Zentrumspartei                   |          | 2,180         | 19,4 %        | −0,3 %        | 105                | 26,4 %             | +5 ▲               |
| Sozialisten            | Sozialisten            | Sozialdemokraten (SPD)           |          | 3,259         | 28,9 %        | −2,8 %        | 43                 | 10,8 %             | −38 ▼              |
| Andere und Unabhängige | Andere und Unabhängige | Regionalparteien, Minderheiten1) |          | 0,651         | 5,8 %         | −0,1 %        | 29                 | 7,3 %              | −3 ▼               |
| Andere und Unabhängige | Andere und Unabhängige | Bauernparteien/-bünde2)          |          | 0,195         | 1,7 %         | −0,7 %        | 9                  | 2,3 %              | +1 ▲               |
| Andere und Unabhängige | Andere und Unabhängige | Antisemitenparteien3)            |          | 0,353         | 3,1 %         | +0,5 %        | 21                 | 5,3 %              | +10 ▲              |
| Andere und Unabhängige | Andere und Unabhängige | Sonstige                         |          | 0,228         | 2,0 %         | +0,9 %        | 2                  | 0,5 %              | −1 ▼               |
| Gesamt                 | Gesamt                 | Gesamt                           | Gesamt   | 11,263        | 100 %         |               | 397                | 100 %              |                    |

Anmerkungen:
- 1) Sitze (mit Veränderung zu 1903): Deutsch-Hannoversche Partei (DHP) 1 (−5), Polen 20 (+4), Dänen 1 (±0), Elsass-Lothringer 7 (−2)
- 2) Sitze (mit Veränderung zu 1903): Bund der Landwirte (BdL) 8 (+4), Bayerischer Bauernbund (BB) 1 (−3)
- 3) Sitze (mit Veränderung zu 1903): Deutschsoziale Partei (DSP) 7 (+4), Deutsche Reformpartei (Ref) 6 (±0), Christlich-Soziale Partei (CSP) 3 (+1), sonstige 5 (+5)

## Gewählte Abgeordnete nach Wahlkreisen
In jedem der insgesamt 397 Wahlkreise wurde nach absolutem Mehrheitswahlrecht ein Abgeordneter gewählt. Wenn kein Kandidat im ersten Wahlgang die absolute Mehrheit erreichte, wurde eine Stichwahl zwischen den beiden bestplatzierten Kandidaten durchgeführt.

### Preußen
| Königreich Preußen                                    | Königreich Preußen                                                                  | Königreich Preußen                               | Königreich Preußen                               | Königreich Preußen                               |
| Provinz Ostpreußen – Regierungsbezirk Königsberg      | Provinz Ostpreußen – Regierungsbezirk Königsberg                                    | Provinz Ostpreußen – Regierungsbezirk Königsberg | Provinz Ostpreußen – Regierungsbezirk Königsberg | Provinz Ostpreußen – Regierungsbezirk Königsberg |
| ----------------------------------------------------- | ----------------------------------------------------------------------------------- | ------------------------------------------------ | ------------------------------------------------ | ------------------------------------------------ |
| 1                                                     | Memel, Heydekrug                                                                    | Felix Schwabach                                  | NLP                                              |                                                  |
| 2                                                     | Labiau, Wehlau                                                                      | Leberecht Arendt                                 | DKP                                              |                                                  |
| 3                                                     | Königsberg-Stadt                                                                    | Robert Gyßling                                   | FVp                                              |                                                  |
| 4                                                     | Fischhausen, Königsberg-Land                                                        | Richard zu Dohna-Schlobitten                     | DKP                                              |                                                  |
| 5                                                     | Heiligenbeil, Preußisch-Eylau                                                       | Carl von Elern                                   | DKP                                              |                                                  |
| 6                                                     | Braunsberg, Heilsberg                                                               | Cölestin Krebs                                   | Zentrum                                          |                                                  |
| 7                                                     | Preußisch-Holland, Mohrungen                                                        | Hermann Otto Glüer                               | DKP                                              |                                                  |
| 8                                                     | Osterode i. Opr., Neidenburg                                                        | Hermann Nehbel                                   | DKP                                              |                                                  |
| 9                                                     | Allenstein, Rößel                                                                   | Johann Hirschberg                                | Zentrum                                          |                                                  |
| 10                                                    | Rastenburg, Friedland, Gerdauen                                                     | Bernhard von Pressentin gen. von Rautter         | DKP                                              |                                                  |
| Provinz Ostpreußen – Regierungsbezirk Gumbinnen       |                                                                                     |                                                  |                                                  |                                                  |
| 1                                                     | Tilsit, Niederung                                                                   | Georg Schickert                                  | DKP                                              |                                                  |
| 2                                                     | Ragnit, Pillkallen                                                                  | Hans von Kanitz                                  | DKP                                              |                                                  |
| 3                                                     | Gumbinnen, Insterburg                                                               | Julius Mentz                                     | DKP                                              |                                                  |
| 4                                                     | Stallupönen, Goldap, Darkehmen                                                      | Hermann Kreth                                    | DKP                                              |                                                  |
| 5                                                     | Angerburg, Lötzen                                                                   | Ludwig von Staudy                                | DKP                                              |                                                  |
| 6                                                     | Oletzko, Lyck, Johannisburg                                                         | Udo zu Stolberg-Wernigerode                      | DKP                                              |                                                  |
| 7                                                     | Sensburg, Ortelsburg                                                                | Ferdinand Rogalla von Bieberstein                | DKP                                              |                                                  |
| Provinz Westpreußen – Regierungsbezirk Danzig         |                                                                                     |                                                  |                                                  |                                                  |
| 1                                                     | Marienburg, Elbing                                                                  | Elard Kurt von Oldenburg                         | DKP                                              |                                                  |
| 2                                                     | Danzig Land                                                                         | Franz Doerksen                                   | DRP                                              |                                                  |
| 3                                                     | Danzig Stadt                                                                        | Karl Mommsen                                     | FVg                                              |                                                  |
| 4                                                     | Neustadt (Westpr.), Putzig, Karthaus                                                | Roman von Janta-Polczynski                       | Pole                                             |                                                  |
| 5                                                     | Berent, Preußisch Stargard, Dirschau                                                | Jan Brejski                                      | Pole                                             |                                                  |
| Provinz Westpreußen – Regierungsbezirk Marienwerder   |                                                                                     |                                                  |                                                  |                                                  |
| 1                                                     | Marienwerder, Stuhm                                                                 | Karl Witt                                        | DRP                                              |                                                  |
| 2                                                     | Rosenberg (Westpr.), Löbau                                                          | Konrad Finck von Finckenstein                    | DKP                                              |                                                  |
| 3                                                     | Graudenz, Strasburg (Westpr.)                                                       | Julius Sieg                                      | NLP                                              |                                                  |
| 4                                                     | Thorn, Kulm, Briesen                                                                | Felix Ortel                                      | NLP                                              |                                                  |
| 5                                                     | Schwetz                                                                             | Julian von Saß-Jaworski                          | Pole                                             |                                                  |
| 6                                                     | Konitz, Tuchel                                                                      | Wiktor Kulerski                                  | Pole                                             |                                                  |
| 7                                                     | Schlochau, Flatow                                                                   | Fritz Wilckens                                   | DKP                                              |                                                  |
| 8                                                     | Deutsch-Krone                                                                       | Karl von Gamp-Massaunen                          | DRP                                              |                                                  |
| Berlin                                                |                                                                                     |                                                  |                                                  |                                                  |
| 1                                                     | Alt-Berlin, Cölln, Friedrichswerder, Dorotheenstadt, Friedrichstadt-Nord            | Johannes Kaempf                                  | FVp                                              |                                                  |
| 2                                                     | Schöneberger Vorstadt, Friedrichsvorstadt, Tempelhofer Vorstadt, Friedrichstadt-Süd | Richard Fischer                                  | SPD                                              |                                                  |
| 3                                                     | Luisenstadt diesseits des Kanals, Neu-Cölln                                         | Wolfgang Heine                                   | SPD                                              |                                                  |
| 4                                                     | Luisenstadt jenseits des Kanals, Stralauer Vorstadt, Königsstadt-Ost                | Paul Singer                                      | SPD                                              |                                                  |
| 5                                                     | Spandauer Vorstadt, Friedrich-Wilhelm-Stadt, Königsstadt-West                       | Robert Schmidt                                   | SPD                                              |                                                  |
| 6                                                     | Wedding, Gesundbrunnen, Moabit, Oranienburger Vorstadt, Rosenthaler Vorstadt        | Georg Ledebour                                   | SPD                                              |                                                  |
| Provinz Brandenburg – Regierungsbezirk Potsdam        |                                                                                     |                                                  |                                                  |                                                  |
| 1                                                     | Westprignitz                                                                        | Hans Stubbendorff                                | DRP                                              |                                                  |
| 2                                                     | Ostprignitz                                                                         | Richard Löscher                                  | DRP                                              |                                                  |
| 3                                                     | Ruppin, Templin                                                                     | Hermann Dietrich                                 | DKP                                              |                                                  |
| 4                                                     | Prenzlau, Angermünde                                                                | Ulrich von Winterfeldt                           | DKP                                              |                                                  |
| 5                                                     | Oberbarnim                                                                          | Moritz Pauli                                     | DRP                                              |                                                  |
| 6                                                     | Niederbarnim, Lichtenberg                                                           | Arthur Stadthagen                                | SPD                                              |                                                  |
| 7                                                     | Potsdam, Osthavelland, Spandau                                                      | August Pauli                                     | DKP                                              |                                                  |
| 8                                                     | Brandenburg an der Havel, Westhavelland                                             | Max Görcke                                       | NLP                                              |                                                  |
| 9                                                     | Zauch-Belzig, Jüterbog-Luckenwalde                                                  | Ulrich von Oertzen                               | DRP                                              |                                                  |
| 10                                                    | Teltow, Beeskow-Storkow, Charlottenburg, Schöneberg, Neukölln, Wilmersdorf          | Fritz Zubeil                                     | SPD                                              |                                                  |
| Provinz Brandenburg – Regierungsbezirk Frankfurt      |                                                                                     |                                                  |                                                  |                                                  |
| 1                                                     | Arnswalde, Friedeberg                                                               | Wilhelm Bruhn                                    | Antisemiten (Ref)                                |                                                  |
| 2                                                     | Landsberg (Warthe), Soldin                                                          | Kunibert Böning                                  | DKP                                              |                                                  |
| 3                                                     | Königsberg (Neumark)                                                                | Werner von Saldern                               | DKP                                              |                                                  |
| 4                                                     | Frankfurt (Oder), Lebus                                                             | Albert Detto                                     | NLP                                              |                                                  |
| 5                                                     | Oststernberg, Weststernberg                                                         | Axel von Kaphengst                               | DKP                                              |                                                  |
| 6                                                     | Züllichau-Schwiebus, Crossen                                                        | Karl Schlüter                                    | DRP                                              |                                                  |
| 7                                                     | Guben, Lübben                                                                       | Heinrich zu Schoenaich-Carolath                  | NLP                                              |                                                  |
| 8                                                     | Sorau, Forst                                                                        | Rudolf Bahn                                      | NLP                                              |                                                  |
| 9                                                     | Cottbus, Spremberg                                                                  | Willibald von Dirksen                            | DRP                                              |                                                  |
| 10                                                    | Calau, Luckau                                                                       | Adolf Wilhelm Henning                            | DKP                                              |                                                  |
| Provinz Pommern – Regierungsbezirk Stettin            |                                                                                     |                                                  |                                                  |                                                  |
| 1                                                     | Demmin, Anklam                                                                      | Hans von Schwerin-Löwitz                         | DKP                                              |                                                  |
| 2                                                     | Ueckermünde, Usedom-Wollin                                                          | Werner Delbrück                                  | FVg                                              |                                                  |
| 3                                                     | Randow, Greifenhagen                                                                | Fritz von Steinaecker                            | DKP                                              |                                                  |
| 4                                                     | Stettin                                                                             | Heinrich Dohrn                                   | FVg                                              |                                                  |
| 5                                                     | Pyritz, Saatzig                                                                     | Wolfgang Gans Edler Herr zu Putlitz              | DKP                                              |                                                  |
| 6                                                     | Naugard, Regenwalde                                                                 | Otto Siebenbürger                                | DKP                                              |                                                  |
| 7                                                     | Greifenberg, Kammin                                                                 | Oskar von Normann                                | DKP                                              |                                                  |
| Provinz Pommern – Regierungsbezirk Köslin             |                                                                                     |                                                  |                                                  |                                                  |
| 1                                                     | Stolp, Lauenburg in Pommern                                                         | Arthur Will                                      | DKP                                              |                                                  |
| 2                                                     | Bütow, Rummelsburg, Schlawe                                                         | Hubert von Michaelis                             | DKP                                              |                                                  |
| 3                                                     | Köslin, Kolberg-Körlin, Bublitz                                                     | Gustav Malkewitz                                 | DKP                                              |                                                  |
| 4                                                     | Belgard, Schivelbein, Dramburg                                                      | Eugen von Brockhausen                            | DKP                                              |                                                  |
| 5                                                     | Neustettin                                                                          | Bogislav von Bonin                               | DKP                                              |                                                  |
| Provinz Pommern – Regierungsbezirk Stralsund          |                                                                                     |                                                  |                                                  |                                                  |
| 1                                                     | Rügen, Stralsund, Franzburg                                                         | Edmund Stengel                                   | FVp                                              |                                                  |
| 2                                                     | Greifswald, Grimmen                                                                 | Georg Gothein                                    | FVg                                              |                                                  |
| Provinz Posen – Regierungsbezirk Posen                |                                                                                     |                                                  |                                                  |                                                  |
| 1                                                     | Posen                                                                               | Bernard von Chrzanowski                          | Pole                                             |                                                  |
| 2                                                     | Samter, Birnbaum, Obornik, Schwerin (Warthe)                                        | Mathias von Brudzewo-Mielzynski                  | Pole                                             |                                                  |
| 3                                                     | Meseritz, Bomst                                                                     | Hans Otto von Gersdorff                          | DKP                                              |                                                  |
| 4                                                     | Buk, Schmiegel, Kosten                                                              | Witold von Skarzynski                            | Pole                                             |                                                  |
| 5                                                     | Gostyn, Rawitsch                                                                    | Anton Stychel                                    | Pole                                             |                                                  |
| 6                                                     | Fraustadt, Lissa                                                                    | Max Kolbe                                        | DRP                                              |                                                  |
| 7                                                     | Schrimm, Schroda                                                                    | Alfred von Chlapowo Chlapowski                   | Pole                                             |                                                  |
| 8                                                     | Wreschen, Pleschen, Jarotschin                                                      | Wladislaus Seyda                                 | Pole                                             |                                                  |
| 9                                                     | Krotoschin, Koschmin                                                                | Wladislaus von Mieczkowski                       | Pole                                             |                                                  |
| 10                                                    | Adelnau, Schildberg, Ostrowo, Kempen in Posen                                       | Ferdinand von Radziwill                          | Pole                                             |                                                  |
| Provinz Posen – Regierungsbezirk Bromberg             |                                                                                     |                                                  |                                                  |                                                  |
| 1                                                     | Czarnikau, Filehne, Kolmar in Posen                                                 | Max Zindler                                      | DKP                                              |                                                  |
| 2                                                     | Wirsitz, Schubin, Znin                                                              | Leon von Czarlinski                              | Pole                                             |                                                  |
| 3                                                     | Bromberg                                                                            | Georg Schultz                                    | DRP                                              |                                                  |
| 4                                                     | Inowrazlaw, Mogilno, Strelno                                                        | Sigismund von Dziembowski-Pomian                 | Pole                                             |                                                  |
| 5                                                     | Gnesen, Wongrowitz, Witkowo                                                         | Leon von Grabski                                 | Pole                                             |                                                  |
| Provinz Schlesien – Regierungsbezirk Breslau          |                                                                                     |                                                  |                                                  |                                                  |
| 1                                                     | Guhrau, Steinau, Wohlau                                                             | Friedrich von Carmer-Osten                       | DKP                                              |                                                  |
| 2                                                     | Militsch, Trebnitz                                                                  | Ernst von Heydebrand und der Lasa                | DKP                                              |                                                  |
| 3                                                     | Groß Wartenberg, Oels                                                               | Hans Euen                                        | DKP                                              |                                                  |
| 4                                                     | Namslau, Brieg                                                                      | Theodor Perniock                                 | DKP                                              |                                                  |
| 5                                                     | Ohlau, Strehlen, Nimptsch                                                           | Robert Rother                                    | DKP                                              |                                                  |
| 6                                                     | Breslau-Ost                                                                         | Hermann von Hatzfeldt                            | DRP                                              |                                                  |
| 7                                                     | Breslau-West                                                                        | Otto Pfundtner                                   | FVp                                              |                                                  |
| 8                                                     | Neumarkt, Breslau-Land                                                              | Carl Graf von Carmer-Zieserwitz                  | DKP                                              |                                                  |
| 9                                                     | Striegau, Schweidnitz                                                               | Karl von Richthofen-Damsdorf                     | DKP                                              |                                                  |
| 10                                                    | Waldenburg                                                                          | Hermann Sachse                                   | SPD                                              |                                                  |
| 11                                                    | Reichenbach, Neurode                                                                | Hermann Fleischer                                | Zentrum                                          |                                                  |
| 12                                                    | Glatz, Habelschwerdt                                                                | Hans Georg von Oppersdorff                       | Zentrum                                          |                                                  |
| 13                                                    | Frankenstein, Münsterberg                                                           | Hans Praschma von Bilkau                         | Zentrum                                          |                                                  |
| Provinz Schlesien – Regierungsbezirk Oppeln           |                                                                                     |                                                  |                                                  |                                                  |
| 1                                                     | Kreuzburg, Rosenberg O.S.                                                           | Christian Kraft zu Hohenlohe-Öhringen            | DKP                                              |                                                  |
| 2                                                     | Oppeln                                                                              | Paul Brandys                                     | Pole                                             |                                                  |
| 3                                                     | Groß Strehlitz, Kosel                                                               | Joseph Glowatzki                                 | Zentrum                                          |                                                  |
| 4                                                     | Lublinitz, Tost-Gleiwitz                                                            | Theodor Jankowski                                | Pole                                             |                                                  |
| 5                                                     | Beuthen, Tarnowitz                                                                  | Adam Napieralski                                 | Pole                                             |                                                  |
| 6                                                     | Kattowitz, Zabrze                                                                   | Wojciech Korfanty                                | Pole                                             |                                                  |
| 7                                                     | Pleß, Rybnik                                                                        | Alexander Skowronski                             | Pole                                             |                                                  |
| 8                                                     | Ratibor                                                                             | Wilhelm Frank                                    | Zentrum                                          |                                                  |
| 9                                                     | Leobschütz                                                                          | Florian Klose                                    | Zentrum                                          |                                                  |
| 10                                                    | Neustadt O.S.                                                                       | Franz Strzoda                                    | Zentrum                                          |                                                  |
| 11                                                    | Falkenberg O.S., Grottkau                                                           | Alfred Hubrich                                   | Zentrum                                          |                                                  |
| 12                                                    | Neisse                                                                              | Albert Horn                                      | Zentrum                                          |                                                  |
| Provinz Schlesien – Regierungsbezirk Liegnitz         |                                                                                     |                                                  |                                                  |                                                  |
| 1                                                     | Grünberg, Freystadt                                                                 | Georg Beuchelt                                   | DKP                                              |                                                  |
| 2                                                     | Sagan, Sprottau                                                                     | Paul von Bolko                                   | DKP                                              |                                                  |
| 3                                                     | Glogau                                                                              | August Hoffmeister                               | FVg                                              |                                                  |
| 4                                                     | Lüben, Bunzlau                                                                      | Karl Doormann                                    | FVp                                              |                                                  |
| 5                                                     | Löwenberg                                                                           | Julius Kopsch                                    | FVp                                              |                                                  |
| 6                                                     | Liegnitz, Goldberg-Haynau                                                           | Otto Fischbeck                                   | FVp                                              |                                                  |
| 7                                                     | Landeshut, Jauer, Bolkenhain                                                        | Otto Hermes                                      | FVp                                              |                                                  |
| 8                                                     | Schönau, Hirschberg                                                                 | Bruno Ablaß                                      | FVp                                              |                                                  |
| 9                                                     | Görlitz, Lauban                                                                     | Otto Mugdan                                      | FVp                                              |                                                  |
| 10                                                    | Rothenburg (Oberlausitz), Hoyerswerda                                               | Ernst Bassermann                                 | NLP                                              |                                                  |
| Provinz Sachsen – Regierungsbezirk Magdeburg          |                                                                                     |                                                  |                                                  |                                                  |
| 1                                                     | Salzwedel, Gardelegen                                                               | Jordan von Kröcher                               | DKP                                              |                                                  |
| 2                                                     | Stendal, Osterburg                                                                  | Paul Fuhrmann                                    | NLP                                              |                                                  |
| 3                                                     | Jerichow I, Jerichow II                                                             | Rudolf von Byern                                 | DKP                                              |                                                  |
| 4                                                     | Magdeburg                                                                           | Wilhelm Kobelt                                   | unbestimmt liberal                               |                                                  |
| 5                                                     | Neuhaldensleben, Wolmirstedt                                                        | Andreas Fehlhauer                                | NLP                                              |                                                  |
| 6                                                     | Wanzleben                                                                           | Carl Rieseberg                                   | Antisemiten (WV)                                 |                                                  |
| 7                                                     | Aschersleben, Quedlinburg, Calbe an der Saale                                       | Adolf Albrecht                                   | SPD                                              |                                                  |
| 8                                                     | Halberstadt, Oschersleben, Wernigerode                                              | Hans Rimpau                                      | NLP                                              |                                                  |
| Provinz Sachsen – Regierungsbezirk Merseburg          |                                                                                     |                                                  |                                                  |                                                  |
| 1                                                     | Liebenwerda, Torgau                                                                 | Albert Wilde                                     | NLP                                              |                                                  |
| 2                                                     | Schweinitz, Wittenberg                                                              | Heinrich Dove                                    | FVg                                              |                                                  |
| 3                                                     | Bitterfeld, Delitzsch                                                               | Louis Bauermeister                               | DRP                                              |                                                  |
| 4                                                     | Halle (Saale), Saalkreis                                                            | Carl Schmidt                                     | FVp                                              |                                                  |
| 5                                                     | Mansfelder Seekreis, Mansfelder Gebirgskreis                                        | Otto Arendt                                      | DRP                                              |                                                  |
| 6                                                     | Sangerhausen, Eckartsberga                                                          | Karl Scherre                                     | DRP                                              |                                                  |
| 7                                                     | Querfurt, Merseburg                                                                 | Johann Friedrich Winckler                        | DKP                                              |                                                  |
| 8                                                     | Naumburg, Weißenfels, Zeitz                                                         | Paul Sommer                                      | FVp                                              |                                                  |
| Provinz Sachsen – Regierungsbezirk Erfurt             |                                                                                     |                                                  |                                                  |                                                  |
| 1                                                     | Nordhausen, Hohenstein                                                              | Otto Wiemer                                      | FVp                                              |                                                  |
| 2                                                     | Heiligenstadt, Worbis                                                               | Josef von Strombeck                              | Zentrum                                          |                                                  |
| 3                                                     | Mühlhausen, Langensalza, Weißensee                                                  | Albert Arnstadt                                  | DKP                                              |                                                  |
| 4                                                     | Erfurt, Schleusingen, Ziegenrück                                                    | Paul Hagemann                                    | NLP                                              |                                                  |
| Provinz Schleswig-Holstein                            |                                                                                     |                                                  |                                                  |                                                  |
| 1                                                     | Hadersleben, Sonderburg                                                             | Hans Peter Hanssen                               | Däne                                             |                                                  |
| 2                                                     | Apenrade, Flensburg                                                                 | Adolf Wommelsdorff                               | NLP                                              |                                                  |
| 3                                                     | Schleswig, Eckernförde                                                              | Wilhelm Spethmann                                | FVp                                              |                                                  |
| 4                                                     | Tondern, Husum, Eiderstedt                                                          | Johannes Leonhart                                | FVp                                              |                                                  |
| 5                                                     | Dithmarschen, Steinburg                                                             | Wilhelm Görck                                    | NLP                                              |                                                  |
| 6                                                     | Pinneberg, Segeberg                                                                 | Ernst Carstens                                   | FVp                                              |                                                  |
| 7                                                     | Kiel, Rendsburg                                                                     | Carl Legien                                      | SPD                                              |                                                  |
| 8                                                     | Altona, Stormarn                                                                    | Karl Frohme                                      | SPD                                              |                                                  |
| 9                                                     | Oldenburg in Holstein, Plön                                                         | Wilhelm Struve                                   | FVg                                              |                                                  |
| 10                                                    | Herzogtum Lauenburg                                                                 | Siegfried Heckscher                              | FVg                                              |                                                  |
| Provinz Hannover                                      |                                                                                     |                                                  |                                                  |                                                  |
| 1                                                     | Emden, Norden, Weener                                                               | Edzard zu Innhausen und Knyphausen               | DKP                                              |                                                  |
| 2                                                     | Aurich, Wittmund, Leer                                                              | Johannes Semler                                  | NLP                                              |                                                  |
| 3                                                     | Meppen, Lingen, Bentheim, Aschendorf, Hümmling                                      | Carl Friedrich Engelen                           | Zentrum                                          |                                                  |
| 4                                                     | Osnabrück, Bersenbrück, Iburg                                                       | Franz Bitter                                     | Zentrum                                          |                                                  |
| 5                                                     | Melle, Diepholz, Wittlage, Sulingen, Stolzenau                                      | Friedrich Wachhorst de Wente                     | NLP                                              |                                                  |
| 6                                                     | Syke, Verden                                                                        | Theodor Held                                     | NLP                                              |                                                  |
| 7                                                     | Nienburg, Neustadt am Rübenberge, Fallingbostel                                     | Wilhelm Arning                                   | NLP                                              |                                                  |
| 8                                                     | Hannover                                                                            | August Brey                                      | SPD                                              |                                                  |
| 9                                                     | Hameln, Linden, Springe                                                             | Fritz Hausmann                                   | NLP                                              |                                                  |
| 10                                                    | Hildesheim, Marienburg, Alfeld (Leine), Gronau                                      | Heinrich Feldmann                                | DKP                                              |                                                  |
| 11                                                    | Einbeck, Northeim, Osterode am Harz, Uslar                                          | Hermann Findel                                   | NLP                                              |                                                  |
| 12                                                    | Göttingen, Duderstadt, Münden                                                       | Karl Götz von Olenhusen                          | DHP                                              |                                                  |
| 13                                                    | Goslar, Zellerfeld, Ilfeld                                                          | Viktor Kölle                                     | Antisemiten (WV)                                 |                                                  |
| 14                                                    | Gifhorn, Celle, Peine, Burgdorf                                                     | Fritz Wehl                                       | NLP                                              |                                                  |
| 15                                                    | Lüchow, Uelzen, Dannenberg, Bleckede                                                | August von der Wense                             | DRP                                              |                                                  |
| 16                                                    | Lüneburg, Soltau, Winsen (Luhe)                                                     | Rudolf Sievers                                   | NLP                                              |                                                  |
| 17                                                    | Harburg, Rotenburg in Hannover, Zeven                                               | Wilhelm Varenhorst                               | DRP                                              |                                                  |
| 18                                                    | Stade, Geestemünde, Bremervörde, Osterholz                                          | Adolf Reese                                      | NLP                                              |                                                  |
| 19                                                    | Neuhaus (Oste), Hadeln, Lehe, Kehdingen, Jork                                       | Diederich Hahn                                   | BdL                                              |                                                  |
| Provinz Westfalen – Regierungsbezirk Münster          |                                                                                     |                                                  |                                                  |                                                  |
| 1                                                     | Tecklenburg, Steinfurt, Ahaus                                                       | Carl Herold                                      | Zentrum                                          |                                                  |
| 2                                                     | Münster, Coesfeld                                                                   | Georg von Hertling                               | Zentrum                                          |                                                  |
| 3                                                     | Borken, Recklinghausen                                                              | Karl Matthias Schiffer                           | Zentrum                                          |                                                  |
| 4                                                     | Lüdinghausen, Beckum, Warendorf                                                     | Heinrich Wattendorf                              | Zentrum                                          |                                                  |
| Provinz Westfalen – Regierungsbezirk Minden           |                                                                                     |                                                  |                                                  |                                                  |
| 1                                                     | Minden, Lübbecke                                                                    | Karl Sielermann                                  | DKP                                              |                                                  |
| 2                                                     | Herford, Halle (Westfalen)                                                          | Heinrich Contze                                  | NLP                                              |                                                  |
| 3                                                     | Bielefeld, Wiedenbrück                                                              | Carl Severing                                    | SPD                                              |                                                  |
| 4                                                     | Paderborn, Büren                                                                    | Karl von Savigny                                 | Zentrum                                          |                                                  |
| 5                                                     | Höxter, Warburg                                                                     | Otto Schmidt                                     | Zentrum                                          |                                                  |
| Provinz Westfalen – Regierungsbezirk Arnsberg         |                                                                                     |                                                  |                                                  |                                                  |
| 1                                                     | Wittgenstein, Siegen, Biedenkopf                                                    | Adolf Stoecker                                   | Antisemiten (CSP)                                |                                                  |
| 2                                                     | Olpe, Arnsberg, Meschede                                                            | Johannes Becker                                  | Zentrum                                          |                                                  |
| 3                                                     | Altena, Iserlohn, Lüdenscheid                                                       | Ottomar Müller                                   | FVp                                              |                                                  |
| 4                                                     | Hagen, Schwelm, Witten                                                              | Willi Cuno                                       | FVp                                              |                                                  |
| 5                                                     | Bochum, Gelsenkirchen, Hattingen, Herne                                             | Otto Hue                                         | SPD                                              |                                                  |
| 6                                                     | Dortmund, Hörde                                                                     | Theodor Bömelburg                                | SPD                                              |                                                  |
| 7                                                     | Hamm, Soest                                                                         | Joseph Wiedeberg                                 | Zentrum                                          |                                                  |
| 8                                                     | Lippstadt, Brilon                                                                   | Wilhelm Schwarze                                 | Zentrum                                          |                                                  |
| Provinz Hessen-Nassau – Regierungsbezirk Wiesbaden    |                                                                                     |                                                  |                                                  |                                                  |
| 1                                                     | Obertaunus, Höchst, Usingen                                                         | Friedrich Brühne                                 | SPD                                              |                                                  |
| 2                                                     | Wiesbaden, Rheingau, Untertaunus                                                    | Gustav Lehmann                                   | SPD                                              |                                                  |
| 3                                                     | St. Goarshausen, Unterwesterwald                                                    | Anton Dahlem                                     | Zentrum                                          |                                                  |
| 4                                                     | Limburg, Oberlahnkreis, Unterlahnkreis                                              | Friedrich Buchsieb                               | NLP                                              |                                                  |
| 5                                                     | Dillkreis, Oberwesterwald                                                           | Georg Burckhardt                                 | Antisemiten (CSP)                                |                                                  |
| 6                                                     | Frankfurt am Main                                                                   | Rudolf Oeser                                     | DtVP                                             |                                                  |
| Provinz Hessen-Nassau – Regierungsbezirk Kassel       |                                                                                     |                                                  |                                                  |                                                  |
| 1                                                     | Rinteln, Hofgeismar, Wolfhagen                                                      | Richard Herzog                                   | Antisemiten (DSP)                                |                                                  |
| 2                                                     | Kassel, Melsungen                                                                   | Wilhelm Lattmann                                 | Antisemiten (DSP)                                |                                                  |
| 3                                                     | Fritzlar, Homberg, Ziegenhain                                                       | Max Liebermann von Sonnenberg                    | Antisemiten (DSP)                                |                                                  |
| 4                                                     | Eschwege, Schmalkalden, Witzenhausen                                                | Friedrich Raab                                   | Antisemiten (DSP)                                |                                                  |
| 5                                                     | Marburg, Frankenberg, Kirchhain                                                     | Karl Böhme                                       | Antisemiten (DSP)                                |                                                  |
| 6                                                     | Hersfeld, Rotenburg (Fulda), Hünfeld                                                | Ludwig Werner                                    | Antisemiten (Ref)                                |                                                  |
| 7                                                     | Fulda, Schlüchtern, Gersfeld                                                        | Richard Müller                                   | Zentrum                                          |                                                  |
| 8                                                     | Hanau, Gelnhausen                                                                   | Gustav Hoch                                      | SPD                                              |                                                  |
| Rheinprovinz – Regierungsbezirk Köln                  |                                                                                     |                                                  |                                                  |                                                  |
| 1                                                     | Köln-Stadt                                                                          | Karl Trimborn                                    | Zentrum                                          |                                                  |
| 2                                                     | Köln-Land                                                                           | Cornelius Hamecher                               | Zentrum                                          |                                                  |
| 3                                                     | Bergheim (Erft), Euskirchen                                                         | Martin Faßbender                                 | Zentrum                                          |                                                  |
| 4                                                     | Rheinbach, Bonn                                                                     | Peter Spahn                                      | Zentrum                                          |                                                  |
| 5                                                     | Siegkreis, Waldbröl                                                                 | Karl Georg Becker                                | Zentrum                                          |                                                  |
| 6                                                     | Mülheim am Rhein, Gummersbach, Wipperfürth                                          | Hermann de Witt                                  | Zentrum                                          |                                                  |
| Rheinprovinz – Regierungsbezirk Düsseldorf            |                                                                                     |                                                  |                                                  |                                                  |
| 1                                                     | Remscheid, Lennep, Mettmann                                                         | Richard Eickhoff                                 | FVp                                              |                                                  |
| 2                                                     | Elberfeld, Barmen                                                                   | Friedrich Linz                                   | DRP                                              |                                                  |
| 3                                                     | Solingen                                                                            | Philipp Scheidemann                              | SPD                                              |                                                  |
| 4                                                     | Düsseldorf                                                                          | Theodor Kirsch                                   | Zentrum                                          |                                                  |
| 5                                                     | Essen                                                                               | Johannes Giesberts                               | Zentrum                                          |                                                  |
| 6                                                     | Duisburg, Mülheim an der Ruhr, Ruhrort, Oberhausen                                  | Klemens Hengsbach                                | SPD                                              |                                                  |
| 7                                                     | Moers, Rees                                                                         | Karl Fritzen                                     | Zentrum                                          |                                                  |
| 8                                                     | Kleve, Geldern                                                                      | Eduard Marcour                                   | Zentrum                                          |                                                  |
| 9                                                     | Kempen                                                                              | Aloys Fritzen                                    | Zentrum                                          |                                                  |
| 10                                                    | Gladbach                                                                            | Franz Hitze                                      | Zentrum                                          |                                                  |
| 11                                                    | Krefeld                                                                             | August Pieper                                    | Zentrum                                          |                                                  |
| 12                                                    | Neuss, Grevenbroich                                                                 | Hugo am Zehnhoff                                 | Zentrum                                          |                                                  |
| Rheinprovinz – Regierungsbezirk Koblenz               |                                                                                     |                                                  |                                                  |                                                  |
| 1                                                     | Wetzlar, Altenkirchen                                                               | Franz Behrens                                    | Antisemiten (CSP)                                |                                                  |
| 2                                                     | Neuwied                                                                             | Karl Stupp                                       | Zentrum                                          |                                                  |
| 3                                                     | Koblenz, St. Goar                                                                   | Georg Wellstein                                  | Zentrum                                          |                                                  |
| 4                                                     | Kreuznach, Simmern                                                                  | Hermann Paasche                                  | NLP                                              |                                                  |
| 5                                                     | Mayen, Ahrweiler                                                                    | Peter Wallenborn                                 | Zentrum                                          |                                                  |
| 6                                                     | Adenau, Cochem, Zell                                                                | Gottfried Ruegenberg                             | Zentrum                                          |                                                  |
| Rheinprovinz – Regierungsbezirk Trier                 |                                                                                     |                                                  |                                                  |                                                  |
| 1                                                     | Daun, Bitburg, Prüm                                                                 | Friedrich Dasbach                                | Zentrum                                          |                                                  |
| 2                                                     | Wittlich, Bernkastel                                                                | Ferdinand von Wolff-Metternich                   | Zentrum                                          |                                                  |
| 3                                                     | Trier                                                                               | Jakob Euler                                      | Zentrum                                          |                                                  |
| 4                                                     | Saarlouis, Merzig, Saarburg                                                         | Hermann Roeren                                   | Zentrum                                          |                                                  |
| 5                                                     | Saarbrücken                                                                         | Heinrich Boltz                                   | NLP                                              |                                                  |
| 6                                                     | Ottweiler, St. Wendel, Meisenheim                                                   | Conrad von Schubert                              | NLP                                              |                                                  |
| Rheinprovinz – Regierungsbezirk Aachen                |                                                                                     |                                                  |                                                  |                                                  |
| 1                                                     | Schleiden, Malmedy, Montjoie                                                        | Franz von Arenberg                               | Zentrum                                          |                                                  |
| 2                                                     | Eupen, Aachen-Land                                                                  | Josef Nacken                                     | Zentrum                                          |                                                  |
| 3                                                     | Aachen-Stadt                                                                        | Hubert Sittart                                   | Zentrum                                          |                                                  |
| 4                                                     | Düren, Jülich                                                                       | Alfred von Hompesch                              | Zentrum                                          |                                                  |
| 5                                                     | Geilenkirchen, Heinsberg, Erkelenz                                                  | Anton Opfergelt                                  | Zentrum                                          |                                                  |
| Hohenzollernsche Lande – Regierungsbezirk Sigmaringen |                                                                                     |                                                  |                                                  |                                                  |
| 1                                                     | Sigmaringen, Hechingen                                                              | Emil Belzer                                      | Zentrum                                          |                                                  |

### Bayern
| Königreich Bayern | Königreich Bayern                                                                                            | Königreich Bayern              | Königreich Bayern | Königreich Bayern |
| Oberbayern        | Oberbayern                                                                                                   | Oberbayern                     | Oberbayern        | Oberbayern        |
| ----------------- | --- | ------------------------------ | ----------------- | ----------------- |
| 1                 | München I (Altstadt, Lehel, Maxvorstadt)                                                                     | Gotthard Wölzl                 | NLP               |                   |
| 2                 | München II (Isarvorstadt, Ludwigsvorstadt, Au, Haidhausen, Giesing), München-Land, Starnberg, Wolfratshausen | Georg von Vollmar              | SPD               |                   |
| 3                 | Aichach, Friedberg, Dachau, Schrobenhausen                                                                   | Franz Beck                     | Zentrum           |                   |
| 4                 | Ingolstadt, Freising, Pfaffenhofen                                                                           | Karl von Freyberg              | Zentrum           |                   |
| 5                 | Wasserburg, Erding, Mühldorf                                                                                 | Martin Irl                     | Zentrum           |                   |
| 6                 | Weilheim, Werdenfels, Bruck, Landsberg, Schongau                                                             | Klemens von Thünefeld          | Zentrum           |                   |
| 7                 | Rosenheim, Ebersberg, Miesbach, Tölz                                                                         | Balthasar Ranner               | Zentrum           |                   |
| 8                 | Traunstein, Laufen, Berchtesgaden, Altötting                                                                 | Anton Lehemeir                 | Zentrum           |                   |
| Niederbayern      | |                                |                   |                   |
| 1                 | Landshut, Dingolfing, Vilsbiburg                                                                             | Peter Gleitsmann               | Zentrum           |                   |
| 2                 | Straubing, Bogen, Landau, Vilshofen                                                                          | Joseph Schefbeck               | Zentrum           |                   |
| 3                 | Passau, Wegscheid, Wolfstein, Grafenau                                                                       | Franz Seraph Pichler           | Zentrum           |                   |
| 4                 | Pfarrkirchen, Eggenfelden, Griesbach                                                                         | Gottfried Mayer                | Zentrum           |                   |
| 5                 | Deggendorf, Regen, Viechtach, Kötzting                                                                       | Georg Hinterwinkler            | Zentrum           |                   |
| 6                 | Kelheim, Rottenburg, Mallersdorf                                                                             | Franz Xaver Steindl            | Zentrum           |                   |
| Pfalz             | |                                |                   |                   |
| 1                 | Speyer, Ludwigshafen am Rhein, Frankenthal                                                                   | Franz Josef Ehrhart            | SPD               |                   |
| 2                 | Landau, Neustadt an der Haardt                                                                               | Wilhelm Schellhorn-Wallbillich | NLP               |                   |
| 3                 | Germersheim, Bergzabern                                                                                      | Wilhelm Spindler               | Zentrum           |                   |
| 4                 | Zweibrücken, Pirmasens                                                                                       | Heinrich Göring                | Zentrum           |                   |
| 5                 | Homburg, Kusel                                                                                               | Heinrich Stauffer              | BdL               |                   |
| 6                 | Kaiserslautern, Kirchheimbolanden                                                                            | Gustav Roesicke                | BdL               |                   |
| Oberpfalz         | |                                |                   |                   |
| 1                 | Regensburg, Burglengenfeld, Stadtamhof                                                                       | Max von Pfetten                | Zentrum           |                   |
| 2                 | Amberg, Nabburg, Sulzbach, Eschenbach                                                                        | Michael Sir                    | Zentrum           |                   |
| 3                 | Neumarkt, Velburg, Hemau                                                                                     | Anton Kohl                     | Zentrum           |                   |
| 4                 | Neunburg, Waldmünchen, Cham, Roding                                                                          | Karl Schirmer                  | Zentrum           |                   |
| 5                 | Neustadt a. d. Waldnaab, Vohenstrauß, Tirschenreuth                                                          | Georg Heim                     | Zentrum           |                   |
| Oberfranken       | |                                |                   |                   |
| 1                 | Hof, Naila, Rehau, Münchberg                                                                                 | Erwin Goller                   | FVp               |                   |
| 2                 | Bayreuth, Wunsiedel, Berneck                                                                                 | August Hagen                   | NLP               |                   |
| 3                 | Forchheim, Kulmbach, Pegnitz, Ebermannstadt                                                                  | Friedrich Neuner               | NLP               |                   |
| 4                 | Kronach, Staffelstein, Lichtenfels, Stadtsteinach, Teuschnitz                                                | Maximilian Pfeiffer            | Zentrum           |                   |
| 5                 | Bamberg, Höchstadt                                                                                           | Franz Schaedler                | Zentrum           |                   |
| Mittelfranken     | |                                |                   |                   |
| 1                 | Nürnberg | Albert Südekum                 | SPD               |                   |
| 2                 | Erlangen, Fürth, Hersbruck                                                                                   | Heinrich Manz                  | FVp               |                   |
| 3                 | Ansbach, Schwabach, Heilsbronn                                                                               | Michael Hufnagel               | DKP               |                   |
| 4                 | Eichstätt, Beilngries, Weissenburg                                                                           | Karl Friedrich Speck           | Zentrum           |                   |
| 5                 | Dinkelsbühl, Gunzenhausen, Feuchtwangen                                                                      | Tobias Nißler                  | DKP               |                   |
| 6                 | Rothenburg ob der Tauber, Neustadt an der Aisch                                                              | Leonhard Hilpert               | BB                |                   |
| Unterfranken      | |                                |                   |                   |
| 1                 | Aschaffenburg, Alzenau, Obernburg, Miltenberg                                                                | Liborius Gerstenberger         | Zentrum           |                   |
| 2                 | Kitzingen, Gerolzhofen, Ochsenfurt, Volkach                                                                  | Luitpold Baumann               | Zentrum           |                   |
| 3                 | Lohr, Karlstadt, Hammelburg, Marktheidenfeld, Gemünden                                                       | Georg Stamm                    | Zentrum           |                   |
| 4                 | Neustadt an der Saale, Brückenau, Mellrichstadt, Königshofen, Kissingen                                      | Caspar Haeusler                | Zentrum           |                   |
| 5                 | Schweinfurt, Haßfurt, Ebern                                                                                  | Nikolaus Holzapfel             | Zentrum           |                   |
| 6                 | Würzburg | Johann Thaler                  | Zentrum           |                   |
| Schwaben          | |                                |                   |                   |
| 1                 | Augsburg, Wertingen                                                                                          | Richard Kalkhof                | Zentrum           |                   |
| 2                 | Donauwörth, Nördlingen, Neuburg                                                                              | Johann Pütz                    | Zentrum           |                   |
| 3                 | Dillingen, Günzburg, Zusmarshausen                                                                           | Eugen Jäger                    | Zentrum           |                   |
| 4                 | Illertissen, Neu-Ulm, Memmingen, Krumbach                                                                    | Benedikt Hebel                 | Zentrum           |                   |
| 5                 | Kaufbeuren, Mindelheim, Oberdorf, Füssen                                                                     | Wilhelm Mayer                  | Zentrum           |                   |
| 6                 | Immenstadt, Sonthofen, Kempten (Allgäu), Lindau                                                              | Alois Schmid                   | Zentrum           |                   |

### Sachsen
| Königreich Sachsen | Königreich Sachsen                          | Königreich Sachsen       | Königreich Sachsen | Königreich Sachsen |
| ------------------ | ------------------------------------------- | ------------------------ | ------------------ | ------------------ |
| 1                  | Zittau                                      | Louis Heinrich Buddeberg | FVp                |                    |
| 2                  | Löbau                                       | August Weber             | NLP                |                    |
| 3                  | Bautzen, Kamenz, Bischofswerda              | Heinrich Gräfe           | Antisemiten (Ref)  |                    |
| 4                  | Dresden rechts der Elbe, Radeberg, Radeburg | August Kaden             | SPD                |                    |
| 5                  | Dresden links der Elbe                      | Karl Heinze              | NLP                |                    |
| 6                  | Dresden-Land links der Elbe, Dippoldiswalde | Georg Horn               | SPD                |                    |
| 7                  | Meißen, Großenhain, Riesa                   | Gustav Gäbel             | Antisemiten (Ref)  |                    |
| 8                  | Pirna, Sebnitz                              | Otto Hanisch             | Antisemiten (WV)   |                    |
| 9                  | Freiberg, Hainichen                         | Eduard Wagner            | DKP                |                    |
| 10                 | Döbeln, Nossen, Leisnig                     | Otto Everling            | NLP                |                    |
| 11                 | Oschatz, Wurzen, Grimma                     | Eduard Giese             | DKP                |                    |
| 12                 | Leipzig-Stadt                               | Johannes Junck           | NLP                |                    |
| 13                 | Leipzig-Land, Taucha, Markranstädt, Zwenkau | Friedrich Geyer          | SPD                |                    |
| 14                 | Borna, Geithain, Rochlitz                   | Eduard von Liebert       | DRP                |                    |
| 15                 | Mittweida, Frankenberg, Augustusburg        | Daniel Stücklen          | SPD                |                    |
| 16                 | Chemnitz                                    | Gustav Noske             | SPD                |                    |
| 17                 | Glauchau, Meerane, Hohenstein-Ernstthal     | Ignaz Auer               | SPD                |                    |
| 18                 | Zwickau, Crimmitschau, Werdau               | Wilhelm Stolle           | SPD                |                    |
| 19                 | Stollberg, Schneeberg                       | Hermann Goldstein        | SPD                |                    |
| 20                 | Marienberg, Zschopau                        | Oswald Zimmermann        | Antisemiten (Ref)  |                    |
| 21                 | Annaberg, Schwarzenberg, Johanngeorgenstadt | Gustav Stresemann        | NLP                |                    |
| 22                 | Auerbach, Reichenbach                       | Anton Robert Merkel      | NLP                |                    |
| 23                 | Plauen, Oelsnitz, Klingenthal               | Oscar Günther            | FVp                |                    |

### Württemberg
| Königreich Württemberg | Königreich Württemberg                        | Königreich Württemberg | Königreich Württemberg | Königreich Württemberg |
| ---------------------- | --------------------------------------------- | ---------------------- | ---------------------- | ---------------------- |
| 1                      | Stuttgart                                     | Karl Hildenbrand       | SPD                    |                        |
| 2                      | Cannstatt, Ludwigsburg, Marbach, Waiblingen   | Johannes von Hieber    | NLP                    |                        |
| 3                      | Heilbronn, Besigheim, Brackenheim, Neckarsulm | Friedrich Naumann      | FVg                    |                        |
| 4                      | Böblingen, Vaihingen, Leonberg, Maulbronn     | Jonathan Roth          | BdL                    |                        |
| 5                      | Esslingen, Nürtingen, Kirchheim, Urach        | Albert Wetzel          | NLP                    |                        |
| 6                      | Reutlingen, Tübingen, Rottenburg              | Friedrich von Payer    | DtVP                   |                        |
| 7                      | Nagold, Calw, Neuenbürg, Herrenberg           | Heinrich Schweickhardt | DtVP                   |                        |
| 8                      | Freudenstadt, Horb, Oberndorf, Sulz           | Hermann Wagner         | DtVP                   |                        |
| 9                      | Balingen, Rottweil, Spaichingen, Tuttlingen   | Conrad Haußmann        | DtVP                   |                        |
| 10                     | Gmünd, Göppingen, Welzheim, Schorndorf        | Georg Wieland          | DtVP                   |                        |
| 11                     | Hall, Backnang, Öhringen, Weinsberg           | Wilhelm Vogt           | BdL                    |                        |
| 12                     | Gerabronn, Crailsheim, Mergentheim, Künzelsau | Friedrich Vogt         | BdL                    |                        |
| 13                     | Aalen, Gaildorf, Neresheim, Ellwangen         | Fridolin Schneider     | Zentrum                |                        |
| 14                     | Ulm, Heidenheim, Geislingen                   | Christian Storz        | DtVP                   |                        |
| 15                     | Ehingen, Blaubeuren, Laupheim, Münsingen      | Adolf Gröber           | Zentrum                |                        |
| 16                     | Biberach, Leutkirch, Waldsee, Wangen          | Matthias Erzberger     | Zentrum                |                        |
| 17                     | Ravensburg, Tettnang, Saulgau, Riedlingen     | Joseph Leser           | Zentrum                |                        |

### Baden
| Großherzogtum Baden | Großherzogtum Baden                          | Großherzogtum Baden     | Großherzogtum Baden | Großherzogtum Baden |
| ------------------- | -------------------------------------------- | ----------------------- | ------------------- | ------------------- |
| 1                   | Konstanz, Überlingen, Stockach               | Friedrich Hug           | Zentrum             |                     |
| 2                   | Donaueschingen, Villingen                    | Josef Duffner           | Zentrum             |                     |
| 3                   | Waldshut, Säckingen, Neustadt im Schwarzwald | Ernst Adolf Birkenmayer | Zentrum             |                     |
| 4                   | Lörrach, Müllheim                            | Ernst Blankenhorn       | NLP                 |                     |
| 5                   | Freiburg, Emmendingen                        | Carl Hauser             | Zentrum             |                     |
| 6                   | Lahr, Wolfach                                | Constantin Fehrenbach   | Zentrum             |                     |
| 7                   | Offenburg, Kehl                              | Julius Schüler          | Zentrum             |                     |
| 8                   | Rastatt, Bühl, Baden-Baden                   | Franz Xaver Lender      | Zentrum             |                     |
| 9                   | Pforzheim, Ettlingen                         | Emil Eichhorn           | SPD                 |                     |
| 10                  | Karlsruhe, Bruchsal                          | Adolf Geck              | SPD                 |                     |
| 11                  | Mannheim                                     | Ludwig Frank            | SPD                 |                     |
| 12                  | Heidelberg, Mosbach                          | Anton Josef Beck        | NLP                 |                     |
| 13                  | Bretten, Sinsheim                            | Johannes Rupp           | BdL                 |                     |
| 14                  | Tauberbischofsheim, Buchen                   | Johann Anton Zehnter    | Zentrum             |                     |

### Hessen
| Großherzogtum Hessen | Großherzogtum Hessen                               | Großherzogtum Hessen             | Großherzogtum Hessen | Großherzogtum Hessen |
| -------------------- | -------------------------------------------------- | -------------------------------- | -------------------- | -------------------- |
| 1                    | Gießen, Grünberg, Nidda                            | Philipp Köhler                   | Antisemiten (DSP)    |                      |
| 2                    | Friedberg, Büdingen, Vilbel                        | Waldemar von Oriola              | NLP                  |                      |
| 3                    | Lauterbach, Alsfeld, Schotten                      | Friedrich Bindewald              | Antisemiten (Ref)    |                      |
| 4                    | Darmstadt, Groß-Gerau                              | Arthur Osann                     | NLP                  |                      |
| 5                    | Offenbach, Dieburg                                 | Carl Ulrich                      | SPD                  |                      |
| 6                    | Erbach, Bensheim, Lindenfels, Neustadt im Odenwald | Wilhelm Haas                     | NLP                  |                      |
| 7                    | Worms, Heppenheim, Wimpfen                         | Cornelius von Heyl zu Herrnsheim | NLP                  |                      |
| 8                    | Bingen, Alzey                                      | Philipp Keller                   | BdL                  |                      |
| 9                    | Mainz, Oppenheim                                   | Eduard David                     | SPD                  |                      |

### Kleinstaaten
| Großherzogtum Mecklenburg-Schwerin    | Großherzogtum Mecklenburg-Schwerin                                | Großherzogtum Mecklenburg-Schwerin | Großherzogtum Mecklenburg-Schwerin | Großherzogtum Mecklenburg-Schwerin |
| ------------------------------------- | ----------------------------------------------------------------- | ---------------------------------- | ---------------------------------- | ---------------------------------- |
| 1                                     | Hagenow, Grevesmühlen                                             | Otto von Bothmer                   | FVg                                |                                    |
| 2                                     | Schwerin, Wismar                                                  | Wilhelm Dröscher                   | DKP                                |                                    |
| 3                                     | Parchim, Ludwigslust                                              | Hermann Pachnicke                  | FVg                                |                                    |
| 4                                     | Waren, Malchin                                                    | Ludolf von Maltzan                 | DKP                                |                                    |
| 5                                     | Rostock, Doberan                                                  | Hans Linck                         | NLP                                |                                    |
| 6                                     | Güstrow, Ribnitz                                                  | Carl von Treuenfels                | DKP                                |                                    |
| Großherzogtum Sachsen-Weimar-Eisenach |                                                                   |                                    |                                    |                                    |
| 1                                     | Weimar, Apolda                                                    | Walther Graef                      | Antisemiten (WV)                   |                                    |
| 2                                     | Eisenach, Dermbach                                                | Wilhelm Schack                     | Antisemiten (DSP)                  |                                    |
| 3                                     | Jena, Neustadt an der Orla                                        | Paul Lehmann                       | NLP                                |                                    |
| Großherzogtum Mecklenburg-Strelitz    |                                                                   |                                    |                                    |                                    |
| 1                                     | Neustrelitz, Neubrandenburg, Schönberg                            | Rudolf Nauck                       | DRP                                |                                    |
| Großherzogtum Oldenburg               |                                                                   |                                    |                                    |                                    |
| 1                                     | Oldenburg, Eutin, Birkenfeld                                      | Johann Ahlhorn                     | FVp                                |                                    |
| 2                                     | Jever, Brake, Westerstede, Varel, Elsfleth, Landwürden            | Albert Traeger                     | FVp                                |                                    |
| 3                                     | Vechta, Delmenhorst, Cloppenburg, Wildeshausen, Berne, Friesoythe | Heinrich Eduard Burlage            | Zentrum                            |                                    |
| Herzogtum Braunschweig                |                                                                   |                                    |                                    |                                    |
| 1                                     | Braunschweig, Blankenburg                                         | Conrad Langerfeldt                 | unbestimmt konservativ             |                                    |
| 2                                     | Helmstedt, Wolfenbüttel                                           | Fritz von Kaufmann                 | NLP                                |                                    |
| 3                                     | Holzminden, Gandersheim                                           | Kurd von Damm                      | Antisemiten (WV)                   |                                    |
| Herzogtum Sachsen-Meiningen           |                                                                   |                                    |                                    |                                    |
| 1                                     | Meiningen, Hildburghausen                                         | Ernst Müller                       | FVp                                |                                    |
| 2                                     | Sonneberg, Saalfeld                                               | Adalbert Enders                    | FVp                                |                                    |
| Herzogtum Sachsen-Altenburg           |                                                                   |                                    |                                    |                                    |
| 1                                     | Altenburg, Roda                                                   | Edmund Schmidt                     | DRP                                |                                    |
| Herzogtum Sachsen-Coburg-Gotha        |                                                                   |                                    |                                    |                                    |
| 1                                     | Coburg                                                            | Burkhardt Quarck                   | NLP                                |                                    |
| 2                                     | Gotha                                                             | Ernst zu Hohenlohe-Langenburg      | DRP                                |                                    |
| Herzogtum Anhalt                      |                                                                   |                                    |                                    |                                    |
| 1                                     | Dessau, Zerbst                                                    | Karl Schrader                      | FVg                                |                                    |
| 2                                     | Bernburg, Köthen, Ballenstedt                                     | Hermann Trautmann                  | NLP                                |                                    |
| Fürstentum Schwarzburg-Rudolstadt     |                                                                   |                                    |                                    |                                    |
| 1                                     | Königsee, Frankenhausen                                           | Eduard Müller                      | NLP                                |                                    |
| Fürstentum Schwarzburg-Sondershausen  |                                                                   |                                    |                                    |                                    |
| 1                                     | Sondershausen, Arnstadt, Gehren, Ebeleben                         | Felix Bärwinkel                    | NLP                                |                                    |
| Fürstentum Waldeck-Pyrmont            |                                                                   |                                    |                                    |                                    |
| 1                                     | Waldeck, Pyrmont                                                  | Heinz Potthoff                     | FVg                                |                                    |
| Fürstentum Reuß älterer Linie         |                                                                   |                                    |                                    |                                    |
| 1                                     | Greiz, Burgk                                                      | Julius Arnold                      | DKP                                |                                    |
| Fürstentum Reuß jüngerer Linie        |                                                                   |                                    |                                    |                                    |
| 1                                     | Gera, Schleiz                                                     | Max Horn                           | NLP                                |                                    |
| Fürstentum Schaumburg-Lippe           |                                                                   |                                    |                                    |                                    |
| 1                                     | Bückeburg, Stadthagen                                             | Heinrich Brunstermann              | DRP                                |                                    |
| Fürstentum Lippe                      |                                                                   |                                    |                                    |                                    |
| 1                                     | Detmold, Lemgo                                                    | Adolf Neumann-Hofer                | FVg                                |                                    |
| Hansestadt Lübeck                     |                                                                   |                                    |                                    |                                    |
| 1                                     | Lübeck                                                            | Theodor Schwartz                   | SPD                                |                                    |
| Freie Hansestadt Bremen               |                                                                   |                                    |                                    |                                    |
| 1                                     | Bremen, Bremerhaven                                               | Hinrich Hormann                    | FVp                                |                                    |
| Freie und Hansestadt Hamburg          |                                                                   |                                    |                                    |                                    |
| 1                                     | Neustadt, St. Pauli                                               | August Bebel                       | SPD                                |                                    |
| 2                                     | Altstadt, St. Georg, Hammerbrook                                  | Johann Heinrich Wilhelm Dietz      | SPD                                |                                    |
| 3                                     | Vororte und Landherrenschaften                                    | Wilhelm Metzger                    | SPD                                |                                    |

### Elsaß-Lothringen
| Reichsland Elsaß-Lothringen | Reichsland Elsaß-Lothringen | Reichsland Elsaß-Lothringen | Reichsland Elsaß-Lothringen  | Reichsland Elsaß-Lothringen |
| --------------------------- | --------------------------- | --------------------------- | ---------------------------- | --------------------------- |
| 1                           | Altkirch, Thann             | Eugen Ricklin               | Elsaß-Lothringisches Zentrum |                             |
| 2                           | Mülhausen                   | Leopold Emmel               | SPD                          |                             |
| 3                           | Kolmar                      | Jacques Preiß               | Elsaß-Lothringer             |                             |
| 4                           | Gebweiler                   | Karl Hauss                  | Els.-Lothr. Zentrum          |                             |
| 5                           | Rappoltsweiler              | Emile Wetterlé              | Elsaß-Lothringer             |                             |
| 6                           | Schlettstadt                | Leo Vonderscheer            | Els.-Lothr. Zentrum          |                             |
| 7                           | Molsheim, Erstein           | Nicolaus Delsor             | Elsaß-Lothringer             |                             |
| 8                           | Straßburg-Stadt             | Bernhard Böhle              | SPD                          |                             |
| 9                           | Straßburg-Land              | Dionysius Will              | Els.-Lothr. Zentrum          |                             |
| 10                          | Hagenau, Weißenburg         | Heinrich Wiltberger         | Elsaß-Lothringer             |                             |
| 11                          | Zabern                      | Johannes Hoeffel            | DRP                          |                             |
| 12                          | Saargemünd, Forbach         | Franz Xaver Hoën            | Els.-Lothr. Zentrum          |                             |
| 13                          | Bolchen, Diedenhofen        | Charles de Wendel           | Elsaß-Lothringer             |                             |
| 14                          | Metz                        | Albert Grégoire             | Elsaß-Lothringer             |                             |
| 15                          | Saarburg, Château-Salins    | Johann Labroise             | Elsaß-Lothringer             |                             |

## Die Fraktionen des 12.Reichstags
Im 12. Reichstag schlossen sich nicht alle Abgeordneten der Fraktion ihrer eigentlichen Partei an. Die BdL-Abgeordneten Rupp (Bretten), Roesicke (Kaiserslautern) und Hahn (Neuhaus/Oste) schlossen sich der Fraktion der Deutschkonservativen an. Der DHP-Abgeordnete von Olenhusen (Göttingen) trat der Zentrumsfraktion bei. Die deutsch-sozialen und die christlich-sozialen Abgeordneten schlossen sich mit den BdL-Abgeordneten Stauffer (Homburg), Roth (Böblingen), Vogt (Hall) und Vogt (Crailsheim) sowie weiteren rechtsstehenden Abgeordneten zur Fraktion der Wirtschaftlichen Vereinigung zusammen. Zu Beginn der 12. Legislaturperiode besaßen die Reichstagsfraktionen die folgende Stärke:
| Zentrum                     | 105 |
| Deutschkonservative         | 62  |
| Nationalliberale            | 55  |
| Sozialdemokraten            | 43  |
| Freisinnige Volkspartei     | 27  |
| Deutsche Reichspartei       | 24  |
| Polen                       | 20  |
| Wirtschaftliche Vereinigung | 19  |
| Freisinnige Vereinigung     | 14  |
| Deutsche Volkspartei        | 7   |
| Deutsche Reformpartei       | 6   |
| Fraktionslose               | 15  |

Im weiteren Verlauf der Legislaturperiode änderte sich aufgrund von Nachwahlen und Fraktionswechseln mehrfach die Stärke der einzelnen Fraktionen.

## Geschichte des 12.Reichstags 1907 bis 1911
Der Nachtragshaushalt wurde bald nach der Wahl bewilligt. Reichskanzler von Bülow wurde allerdings bereits 1908 durch die Daily-Telegraph-Affäre schwer beschädigt und musste schließlich 1909 zurücktreten, als der Bülow-Block angesichts der großen Reichsfinanzreform auseinanderbrach: Die Deutschkonservativen verhinderten gemeinsam mit dem Zentrum das neue Erbschaftsteuergesetz. Nachfolger Bülows wurde Theobald von Bethmann Hollweg.
Die drei linksliberalen Parteien (Deutsche Volkspartei, Deutsche Freisinnige Partei und Freisinnige Vereinigung) bildeten ab 1908 eine gemeinsame Fraktion. Dies und deren Zugehörigkeit zum Bülow-Block nahm ein Kreis um Theodor Barth zum Anlass, auszutreten und die erfolglose Demokratische Vereinigung zu bilden. Die drei genannten Parteien schlossen sich nach dem Ende des Bülow-Blocks schließlich 1910 zur Fortschrittlichen Volkspartei zusammen, die sich zur Sozialdemokratie öffnete.